# Silver City (Mississippi)
Pour les articles homonymes, voir Silver City.
Silver City est une ville du comté de Humphreys au Mississippi, aux États-Unis. En 2021, la population était 217 habitants.

## Histoire
La ville fut d'abord nommée « Palmetto Home », d'après une  plantation voisine.

### Tornade
Le 24 mars 2023, une tornade destructrice a frappé Silver City. Des personnes ont été blessées et des bâtiments ont été détruits. La même tornade avait déjà frappé les villes de Rolling Fork et Midnight. La tornade est classée EF4, bien que seuls des dégâts EF2 aient été observés dans la ville,.

## Géographie
Silver City est située au centre du comté de Humphreys, dans la région du delta du Mississippi. Elle est bordée à l'est par la rivière Yazoo. La route nationale 49W traverse la ville, menant au nord sur 11 km jusqu'à Belzoni, le chef-lieu du comté, et au sud sur  32 km jusqu'à Yazoo City. La Mississippi Highway 149, un ancien tracé de la route nationale 49W, mène au sud-ouest de Silver City sur  16 km jusqu'à Louise.
Selon le Bureau du recensement des États-Unis, Silver City a une superficie totale de  1,6 km2, dont  0,06 km2, soit 3,56 %, sont des étendues d'eau.

## Démographie

### 2020 Recensement
| Race / Ethnicity (NH = Non-Hispanique)                            | Pop 2000 | Pop 2010 | Pop 2020 | % 2000  | % 2010  | % 2020  |
| ----------------------------------------------------------------- | -------- | -------- | -------- | ------- | ------- | ------- |
| Blancs non hispaniques ou latinos (NH)                            | 73       | 90       | 50       | 21.66%  | 26.71%  | 22.42%  |
| Afro-Américains non hispaniques ou latinos (NH)                   | 264      | 244      | 167      | 78.34%  | 72.40%  | 74.89%  |
| Amérindiens aux États-Unis ou natifs d' Alaska (NH)               | 0        | 0        | 0        | 0.00%   | 0.00%   | 0.00%   |
| Américains d'origine asiatique (NH)                               | 0        | 3        | 0        | 0.00%   | 0.89%   | 0.00%   |
| Américains des îles du Pacifique (NH)                             | 0        | 0        | 0        | 0.00%   | 0.00%   | 0.00%   |
| Autre race et origine ethnique (NH)                               | 0        | 0        | 1        | 0.00%   | 0.00%   | 0.45%   |
| Américains multiraciaux (NH)                                      | 0        | 0        | 5        | 0.00%   | 0.00%   | 2.24%   |
| Américains d'origine hispanique et latino-américaine (toute-race) | 0        | 0        | 0        | 0.00%   | 0.00%   | 0.00%   |
| Total                                                             | 337      | 337      | 223      | 100.00% | 100.00% | 100.00% |

## Personnalités
Le basketteur Spencer Haywood (1949-) y est né.